# Шихалибеков, Заман бек
Заман бек Шихалибеков (азерб. Zaman bəy Şeyxəli bəy oğlu Şeyxəlibəyov; 26 октября (7 ноября) 1838, Нуха, Шекинская провинция — 23 апреля (6 мая) 1904, Ташкент, Туркестанский край) ― государственный деятель, дипломат, переводчик, статский советник. C 1877 по 1900 год переводчик в канцелярии Туркестанского генерал-губернатора. Принимал активное участие по части литературной редакции газеты «Туркестанская туземная газета» (каз. Түркістан уалаятының газеті) — первой газеты выходившей на казахском языке.
В 1870-х годах Заман бек Шихалибеков обладал большой властью в Йеттишарском ханстве и был близким человеком к Магомет Якуб бек Бадаулет-хану. Русский путешественник Николай Михайлович Пржевальский неоднократно упоминал Заман бека в своем дневнике, подчёркивая, что без Заман бека его путешествие не состоялось бы и он, вероятно, не выжил бы.

## Биография
Родился 26 октября (7 ноября) 1838 года в городе Нухе (Шеки).
В 1860—1867 годах секретарь Нухинского уездного суда.
В 1868—1872 годах судебный пристав Нухинского мирового отдела Елизаветпольского окружного суда.
Позже эмигрировал в числе очень многих кавказцев в Турцию. Возвратиться обратно на родину боялся, ожидая репрессий русских властей и остался в Константинополе со своими братьями.
В 1870-е годы на восток от Кокандского ханства возникло новое государство ― Йеттишар, где был провозглашен ханом Магомет Якуб бек Бадаулет. Якуб бек, желая ввести у себя некоторые реформы, просил турецкого султана прислать ему несколько образованных мусульман. Султан исполнил эту просьбу и в числе прочих людей, отправленных в Кашгар, был и Заман бек Шихалибеков.
В 1876 году Туркестанский генерал-губернатор Кауфман при посредстве Генерального штаба капитана Куропаткина заключили с Якуб беком договор о дружбе. Когда Куропаткин был в Кашгаре, то Заман бек оказал ему очень много услуг.
В том же году русский путешественник и географ Пржевальский предпринял второе путешествие из Кульджи на реку Или. Когда Пржевальский был в Кашгаре, то Заман бек также очень помог ему. Покидая пределы Йеттишара, Пржевальский не забывает о роли Заман бека и в знак благодарности отмечает его в своём дневнике.
В 1877 года — после смерти Якуб бека, Заман бек прибыл в Ташкент, и по ходатайству Кауфмана, в благодарность за услуги Куропаткину, император Александр II простил Заман беку грех молодости и разрешил принять его на службу.
В 1877—1878 годах Заман бек участвует в посольстве, отправленном Россией в Афганистан и возглавлявшемся генерал-майором Н. Г. Столетовым.
В 1897 году награжден тунисским правительством орденом «Славы».
5 (18) ноября 1900 года вышел в отставку по собственному желанию.

## Гражданские чины
- Губернский секретарь — не позже 1860 года[3];
- Коллежский секретарь — не позже 1863 года[5];
- Титулярный советник — не позже 1867 года[8];
- Коллежский советник — не позже 1897 года[18];
- Статский советник — позже 1897 года[19].